# ماتیو آسو اکوتو
ماتیو آسو اکوتو (انگلیسی: Mathieu Assou-Ekotto؛ زادهٔ ۸ آوریل ۱۹۷۸) بازیکن فوتبال اهل فرانسه است.
از باشگاه‌هایی که در آن بازی کرده‌است می‌توان به باشگاه فوتبال والنسین، باشگاه فوتبال سرن یونایتد، باشگاه فوتبال ویلم دوم، باشگاه فوتبال لانس، و باشگاه فوتبال استاندارد لیژ اشاره کرد.